# Space Shuttle abort mode
Gli Space Shuttle abort sono delle procedure di emergenza adottate dalla NASA da applicare in caso di malfunzionamento dei sistemi dello Space Shuttle che comportino l'interruzione repentina della missione. Un esempio tipo in cui si dovrebbero applicare questi scenari è il caso in cui si dovesse registrare un grave malfunzionamento dei motori principali della navetta durante la fase di ascesa. Per quanto riguarda la fase di rientro e discesa, ci sono ben poche possibilità di interruzione. Ad esempio il disastro del Columbia accadde durante il rientro atmosferico e non ci sono alternative a malfunzionamenti durante questa fase del volo.
Le procedure si possono dividere in procedure di interruzione pianificate con integrità della navetta o impreviste che porterebbero alla perdita del veicolo ma ad un tentativo di salvezza per l'equipaggio. Ad esempio, alcuni problemi che si verificassero nella fase di discesa e che comunque fossero compatibili alla salvezza dell'equipaggio, generalmente non sono considerati come interruzioni della missione con integrità della navetta. Un problema ai sistemi di controllo di volo o un malfunzionamento multiplo delle Auxiliary Power Unit, infatti, potrebbero rendere impossibile l'atterraggio in sicurezza e quindi richiedere l'abbandono dello Shuttle da parte degli astronauti tramite i paracadute.

## Scenari di interruzione in ascesa
Ci sono cinque modi programmati per interrompere la missione durante la fase di ascesa, compresa l'interruzione dalla rampa di lancio (RSLS). Questi sono classificati come interruzioni con integrità della navetta (intact abort) e interruzioni impreviste (contingency abort). La scelta della tipologia di interruzione della missione dipende da quanto è urgente la situazione e da come può essere raggiunta la pista di atterraggio. Le procedure possono intervenire in una grande varietà di potenziali problemi, ma il problema a cui si è  posta più attenzione è il malfunzionamento degli motori principali (Space Shuttle Main Engine, SSME), che potrebbe causare l'impossibilità di attraversare l'Atlantico o di raggiungere l'orbita a seconda del momento in cui si verifica il problema e dal numero di motori malfunzionamenti. Altre possibili inconvenienti, escludendo i motori, sono ad esempio un guasto multiplo alle Auxiliary Power Unit (APU), una perdita di pressione in cabina, una perdita dal serbatoio esterno.

### Interruzione della sequenza di lancio (RSLS)
I motori principali (SSME) vengono accesi 6.6 secondi prima del decollo. Da questo momento a quando vengono accesi i Solid Rocket Boosters a T - 0 secondi, gli SSME potrebbero spegnersi e allora verrebbe bloccata la procedura di decollo. Questa è chiamata Redundant Set Launch Sequencer Abort, ed è accaduta cinque volte, più precisamente durante le missioni STS-41-D, STS-51-F, STS-51, STS-55 e STS-68. Questo avviene sotto il controllo dei computer e non per intervento umano e cioè quando uno dei sensori rileva un problema con gli SSME dopo la loro accensione, ma prima che  si accendano gli SRB. Una volta accesi questi ultimi non possono essere più spenti e così lo Shuttle deve decollare per forza. Nessuna interruzione della missione può essere messa in pratica finché gli SRB terminano di erogare la loro spinta, cosa che accade dopo 123 secondi dal decollo.

### Interruzioni programmate con integrità della navetta

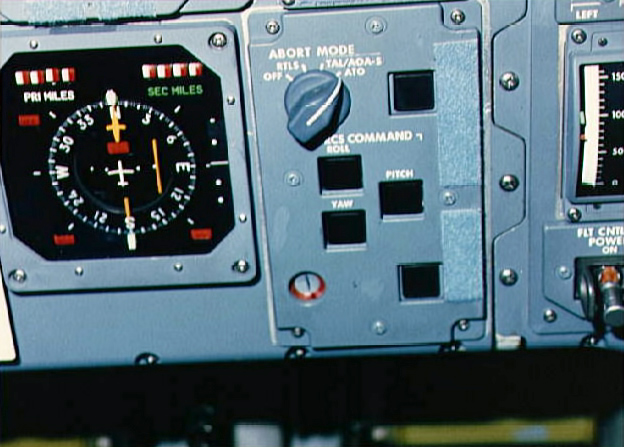
Pannello di selezione delle modalità di interruzione sullo Space Shuttle Challenger. Fotografia presa durante STS-51-F.

Ci sono quattro modalità di interruzione per lo Space Shuttle durante la sua fase di ascesa. Questi scenari sono stati studiati per consentire un rientro sicuro verso una delle piste di atterraggio designate o verso un'orbita più bassa di quella pianificata per la missione.

#### Ritorno al sito di lancio
Nel ritorno al sito di lancio (Return to Launch Site abort, RTLS), lo Shuttle continua l'ascesa e la cabrata finché i solid rocket booster sono esauriti e quindi espulsi. Poi lo Shuttle compie alcune manovre per dissipare l'energia e portarsi su una traiettoria di rientro. Infine avviene lo spegnimento dei motori principali e il rilascio del serbatoio esterno. L'Orbiter discende così, verso la pista di atterraggio del Kennedy Space Center circa 25 minuti dopo il decollo. Durante la fase di ascesa, il controllo missione avverte l'equipaggio della navetta nel momento in cui l'RTLS non è più possibile, con le parole "negative return", approssimativamente quattro minuti dopo il decollo.

#### Cancellazione con atterraggio transoceanico
Una cancellazione con atterraggio transoceanico (Transoceanic Abort Landing, TAL) prevede l'atterraggio in una località predeterminata dell'Africa o nel ovest Europa, in circa 25 o 30 minuti dopo il decollo. Questo scenario è utilizzato quando la velocità, l'altitudine e la distanza non permettono un ritorno alla  base di lancio in modalità RTLS.
Uno scenario TAL deve essere dichiarato approssimativamente tra  il T+2:30 (più di 2 minuti e 30 secondi dopo il decollo) e lo spegnimento dei motori principali (Main Engine Cutoff, MECO) a circa T+8:30 minuti. Lo Shuttle potrebbe così atterrare in piste predefinite in Europa. I tre siti TAL attuali sono Istres Air Base in Francia, Zaragoza Air Base o Morón Air Base in Spagna. Prima del lancio dello Shuttle, due di esse vengono decise in base al piano di volo e viene allertato il personale in caso di utilizzo. La lista dei siti TAL è stata modificata nel tempo; recentemente la Ben Guerir Air Base in Marocco è stata eliminata a causa di possibili attacchi terroristici. Passati siti TAL sono stati: Mallam Aminu Kano International Airport (Kano, Nigeria); Mataveri International Airport (Isola di Pasqua, Cile) (per i lanci da Vandenberg);  Rota (Spagna); Casablanca (Marocco) e Dakar (Senegal).

#### Cancellazione a lancio avvenuto
La procedura "Cancellazione a lancio avvenuto" (Abort Once Around, AOA) è utilizzata quando lo Shuttle non è in grado di raggiungere un'orbita stabile a causa della bassa velocità acquisita e quindi deve compiere una sola orbita completa intorno alla terra e atterrare, circa 90 minuti dopo il decollo. La finestra di tempo per usare un AOA è veramente corta, giusto pochi secondi tra le opportunità di TAL e l'ATO. Perciò la possibilità di scelta di questa procedura è estremamente bassa.

#### Cancellazione verso un'orbita
La procedura di cancellazione verso un'orbita (Abort to Orbit, ATO) è utilizzata quando l'orbita desiderata non può essere raggiunta, ma si riesce comunque a raggiungere un'orbita stabile più bassa. Questo successe durante la missione STS-51-F, che continuò nonostante il posizionamento, appunto, in un'orbita più bassa di quella pianificata. Inoltre, durante la missione STS-93 ci fu una perdita d'idrogeno, utilizzato come combustibile, dai motori principali che ha portato al posizionamento in un'orbita leggermente più bassa del previsto, ma non ci fu un vero ATO. Se la perdita fosse risultata più seria, poteva rendersi necessario un ATO, o un RTLS o un TAL. Nel momento in cui diventa possibile scegliere un ATO, viene comunicato dal controllo missione alla navetta con le parole: "press to ATO".
Tra le precedenti procedure di interruzione pianificate, solo la ATO è accaduta realmente. Durante la missione STS-51-F, il Centro Controllo Missione di Houston (situato al Lyndon B. Johnson Space Center) ha rilevato un malfunzionamento di un SSME e ha comunicato: «Challenger--Houston, Abort ATO. Abort ATO». Il comandante della navetta ha ruotato il selettore di abort in posizione ATO e ha premuto il pulsante di abort. Così sono iniziate le procedure del software di controllo del volo previste per questa situazione. Nel caso che si abbia una perdita delle comunicazioni, il comandante del volo può prendere autonomamente la decisione di effettuare una procedura di cancellazione.

### Siti di atterraggio d'emergenza
Le piste di atterraggio d'emergenza per l'orbiter comprendono:
- Base aerea di Lajes (Portogallo)
- Base aerea di Beja (Portogallo)
- Aeroporto Internazionale di Keflavík (Islanda)
- Aeroporto di Gran Canaria (Gran Canaria, Spagna)
- Aeroporto Internazionale di Shannon (Irlanda)
- RAF Fairford (Regno Unito)
- Aeroporto di Colonia-Bonn (Germania)
- Ingolstadt Manching Airport vicino a Monaco di Baviera (Germania)
- Ankara (Turchia)
- Aeroporto di Banjul-Yundum (Gambia)
- Aeroporto Internazionale di Riad-Re Khalid (Arabia Saudita)
- Edwards Air Force Base, California (Stati Uniti d'America)
- Diego Garcia (Territorio britannico dell'Oceano Indiano)
- Gander International Airport, Gander, Terranova e Labrador (Canada)
- Aeroporto Internazionale di Montréal-Mirabel, Mirabel (vicino a Montréal), Québec (Canada)
- Royal Australian Air Force Base Amberley, vicino Brisbane, Australia
- Royal Australian Air Force Base Darwin, Darwin, Australia
- White Sands Missile Range, White Sands (Stati Uniti d'America)
- Aeroporto Internazionale di Bangor, Bangor (Stati Uniti d'America)
- Aeroporto Internazionale di Orlando, Orlando (Stati Uniti d'America)
- Stewart Air National Guard Base, Newburgh (Stati Uniti d'America)
- Lincoln Airport, Lincoln (Stati Uniti d'America)

Nel caso di un rientro di emergenza sulla terra, che porterebbe l'Orbiter in un'area dove non è possibile raggiungere uno dei luoghi previsti per gli atterraggi di emergenza, l'Orbiter sarebbe teoricamente in grado comunque di atterrare in una qualsiasi pista pavimentata lunga almeno tre chilometri. Tale caratteristica comprende la maggior parte degli aeroporti commerciali (in pratica, gli aeroporti militari americani sarebbero preferibili per ragioni di sicurezza e per minimizzare il disagio al normale traffico aereo commerciale.)
Esiste un ordine di preferenza delle modalità di cancellazione:
- ATO è l'opzione preferibile quando essa sia possibile.
- TAL è da scegliere quando il veicolo non ha raggiunto una velocità sufficiente da permettere la scelta dell'ATO.
- AOA potrebbe essere usata soltanto in un breve lasso di tempo tra le opzioni di TAL e ATO.
- RTLS comporterebbe un atterraggio più veloce rispetto alle altre opzioni, ma è considerata una procedura rischiosa. Essa verrà scelta esclusivamente se la massima velocità che l'Orbiter potrà raggiungere non sarà sufficiente a consentire gli altri scenari.

Diversamente dagli altri voli con equipaggio del programma spaziale americano, lo Shuttle non ha mai effettuato test con astronauti a bordo. La NASA pensò però di fare un ulteriore test non orbitale con equipaggio per provare la modalità di interruzione RTLS. Il comandante di STS-1 John Young però rifiutò di farlo, asserendo che: "let's not practice Russian roulette", ("io non pratico la roulette russa"), ad intendere la pericolosità di tale manovra.

### Cancellazioni eventuali
Le procedure di cancellazione della missione eventuali (Contingency aborts) sono state studiate per permettere all'equipaggio di sopravvivere nel caso che si verificassero numerosi e gravi malfunzionamenti e non fosse possibile ricorrere alle modalità di interruzione programmate. Queste procedure a volte risulterebbero però dei tentativi disperati per salvare l'equipaggio.
Se l'Orbiter non fosse in grado di raggiungere la pista di atterraggio, potrebbe tentare di ammarare o tentare un atterraggio sul terreno. Sarebbe però difficile che l'equipaggio a bordo possa sopravvivere. Comunque, se si dovessero verificare delle gravi anomalie, durante la fase di discesa, ma comunque si riuscisse a tenere un volo livellato grazie all'autopilota, l'abbandono della navetta sarebbe realizzabile. Per maggiori dettagli, guarda Opzioni di cancellazione Post-Challenger qui di seguito.
Nei due disastri occorsi allo Space Shuttle, le cose evolsero negativamente così velocemente che ci fu ben poco da fare. Nel caso del Challenger, gli Space Shuttle Solid Rocket Booster erano in funzione quando ci fu il cedimento. L'Orbiter si disintegrò istantaneamente a causa delle notevoli forze aerodinamiche che dovette supportare. 
Il disastro del Columbia accadde, invece, nelle alte zone dell'atmosfera, durante le fasi di rientro. Anche se l'equipaggio fosse stato in grado di abbandonare la navicella spaziale, sarebbe comunque morto a causa delle altissime temperature generate dalla velocità ipersonica

## Opzioni di cancellazione post-Challenger
Prima del disastro del Challenger, STS-51-L, esisteva un numero assai limitato di opzioni per interromper la fase di ascesa. Solo il mancato funzionamento di un unico SSME avrebbe potuto garantire la sopravvivenza dell'equipaggio nei primi 350 secondi della salita. Due o tre malfunzionamenti degli SSME avrebbero portato alla perdita del veicolo e dell'equipaggio senza che ci fosse la possibilità di abbandonare la navetta. Infatti, due o tre malfunzionamenti degli SSME mentre gli SRB erano in funzione avrebbero probabilmente causato la rottura del veicolo portando un eccessivo stress strutturale alle connessioni tra l'Orbiter e il serbatoio esterno. Nemmeno se il malfunzionamento di due o tre SSME fosse avvenuto dopo il distacco degli SRB ci sarebbero state delle possibilità. Infatti lo Shuttle non avrebbe avuto sufficiente potenza per raggiungere la pista di atterraggio e gli studi avevano dimostrato che l'ammaraggio nell'oceano non avrebbe lasciato superstiti. In definitiva, la perdita di un secondo o terzo SSME in ogni momento durante uno scenario di RTLS avrebbe portato ad una perdita del veicolo e dell'equipaggio.
Dopo STS-51-L, numerose possibilità di interruzione furono previste. Da adesso, con due motori SSME non funzionanti, l'equipaggio e il veicolo possono essere comunque in grado di  sopravvivere in una grande porzione del volo di ascesa effettuando un ritorno e atterraggio alla base del lancio. Se andassero persi tutti e tre gli SSME ci sarebbe comunque una possibilità di salvezza, soprattutto dopo i primi 90 secondi dal lancio. Questo perché la struttura di attacco tra l'Orbiter e il serbatoio esterno è stata rinforzata e quindi può resistere anche alle sollecitazioni dovute alla mancanza di spinta dei tre motori principali.
Una nuova e significativa opzione introdotta, fu la possibilità di abbandonare la navetta. Non si  tratta di seggiolini eiettabili come negli aerei militari, ma di un sistema di fuoriuscita dell'equipaggio durante il volo ( Inflight Crew Escape System Archiviato il 20 luglio 2011 in Internet Archive. ICES). Il veicolo si posiziona in una rotta stabile, grazie all'autopilota e l'equipaggio si cala per mezzo di una pertica verso un'uscita posta sotto l'ala sinistra, per poi paracadutarsi sulla terra o sul mare. Esistono svariate possibilità in cui non sia raggiungibile la pista di atterraggio di emergenza e la navetta sia comunque integra e sotto controllo. Prima del disastro del "Challenger"  accadde che proprio a quest'ultima, durante la missione STS-51-F si riscontrò la perdita di un motore circa 345 secondi dopo il decollo. Un secondo SSME fece leggere delle temperature eccessivamente alte e fu prontamente spento dal centro di controllo. Se la perdita del secondo SSME fosse avvenuta entro i primi 20 secondi dalla perdita del primo, la navetta non avrebbe avuto sufficiente energia per attraversare l'Atlantico per raggiungere una pista di atterraggio e, senza la possibilità di abbandonarla, l'equipaggio sarebbe probabilmente andato perso. Per permettere l'abbandono dello Shuttle alle alte altitudini, l'equipaggio adesso indossa una nuova tuta spaziale, chiamata Advanced Crew Escape Suit, durante le fasi di ascesa e discesa. Prima del disastro del "Challenger", gli astronauti indossavano normali tute, fatta eccezione per i primi voli di test.
Un'altra soluzione del dopo Challenger  è il cosiddetto "East Coast Abort Landings" (ECAL) (Interruzione con atterraggio sulla East Coast). I lanci con grande inclinazione (ad esempio tutti i lanci per la ISS) adesso possono contare anche su di una pista di emergenza sulla East Cost.
Un'interruzione ECAL è simile al RTLS, ma invece di far atterrare l'Orbiter al Kennedy Space Center, si proverebbe a farlo atterrare in un luogo lungo la east coast del nord America. Sono numerosi i siti presi in considerazione e vanno dal Sud Carolina e Bermuda fino ad arrivare a Terranova, in Canada. ECAL è considerata un'interruzione imprevista ed è meno preferibile ad un'interruzione programmata, principalmente perché c'è poco tempo per scegliere il luogo di atterraggio e prepararsi per l'arrivo dell'Orbiter. Infatti i luoghi per un ECAL non sono predisposti per ricevere l'atterraggio di un Orbiter. 
Numerosi altri miglioramenti nelle procedure di interruzione sono state implementate, molti dei quali comprendono procedure software per gestire l'energia del veicolo nei vari scenari che possono capitare. Questi danno delle grandi possibilità di raggiungere una pista d'atterraggio d'emergenza nei vari casi di malfunzionamento dei motori principali.

## Sistema di espulsione
L'ipotesi di un sistema di espulsione, spesso chiamato Launch Escape System (LES), è stato più volte proposto e discusso per lo Shuttle. Dopo le perdite di "Challenger e "Columbia" è stata posta un notevole interesse su questo sistema. Tutti i voli con equipaggio del programma americano, precedenti allo Shuttle, erano provvisti del launch escape system, ma non era mai stato usato. Un seggiolino eiettabile, derivato dal modello in uso sul Lockheed SR-71, era stato installato sui primi quattro voli dello shuttle (tutte missioni con solo due membri d'equipaggio, effettuati con la navetta Space Shuttle Columbia), e poi rimosso in seguito. I seggiolini eiettabili non furono proposti in seguito per le seguenti ragioni:
- È molto difficoltoso eiettare sette membri d'equipaggio quando tre o quattro sono posti nel ponte di mezzo (posti anteriormente e al centro della fusoliera), senza apportare pesanti modifiche alla struttura del veicolo.
- Limiti nelle possibilità d'eiezione. I seggiolini eiettabili possono funzionare soltanto alla velocità massima di circa 2.692 nodi e all'altezza minima di 39,624 m. Questi valori rappresentano una limitata porzione del volo dello Shuttle, circa i primi 100 secondi sugli 8.5 minuti dell'ascesa.
- Non sarebbero stati d'alcun aiuto durante un incidente in rientro come quello accaduto al Columbia. Eiettarsi durante il rientro sarebbe stato fatale a causa della alte temperature e alla forza del vento alle altissime velocità (diversi mach).

Un'alternativa ai sedili eiettabili è rappresentata dalla escape crew capsule o sistema d'espulsione della cabina, dove l'equipaggio sì eietta dentro una capsula protettiva. Questi sistemi sono già stati usati in alcuni aerei militari. Il B-58 Hustler e l'XB-70 Valkyrie usano l'espulsione della capsula. Alcune versioni del General Dynamics F-111 e del Rockwell B-1 bomber usano invece l'espulsione dell'intera cabina.
Come i seggiolini eiettabili, anche l'espulsione della capsula non è un sistema facile da implementare per l'uscita rapida dallo Space Shuttle. Infatti, alcuni membri dell'equipaggio sono seduti nel ponte di mezzo, sotto ad un'importante struttura del veicolo.
L'espulsione della cabina potrebbe però essere d'aiuto per una grande porzione di volo dello Shuttle. A differenza dei seggiolini eiettabili fornisce protezione all'equipaggio dalle alte temperature, dalle pressioni dovute al vento, dalle perdite d'ossigeno o vapori. In linea teorica la cabina eiettabile sarebbe in grado di resistere anche ad un rientro atmosferico, portando tuttavia ad un incremento dei costi, e all'aumento della complessità progettuale e del peso. L'espulsione della cabina non è stata implementata per le seguenti ragioni:
- Sarebbero state richieste grandi modifiche alla struttura dello shuttle che avrebbero impiegato diversi anni per essere realizzate. Durante questo periodo il veicolo sarebbe stato inutilizzabile.
- Il sistema d'eiezione della cabina sarebbe risultato molto pesante andando ad incidere negativamente sulle possibilità di carico della navetta.
- L'eiezione della cabina è molto più complessa rispetto ai seggiolini eiettabili. Essa richiede il taglio dei cavi e dei condotti tra la cabina e la fusoliera. La cabina deve essere dotata di stabilizzatori aerodinamici per essere controllato dopo il distacco. Una grande cabina richiederebbe inoltre dei grandi paracadute con un sistema d'estrazione assai complesso. Per realizzare un'espulsione sulla piattaforma di lancio, la cabina dovrebbe essere inoltre dotata di motori a razzo per portarla lontana dal complesso. Inoltre, bisogna considerare che l'espulsione della cabina andrebbe a verificarsi in seguito a grossi problemi, magari poco prima che avvenga la disintegrazione della navetta. Sarebbe inoltre probabile che anche la cabina espulsa, possa riportare alcuni danni gravi come ad esempio ai paracadute o alle superfici di controllo, rendendola perciò inutile.
- Si aggiungerebbe il rischio di avere un grande quantitativo di materiale esplosivo a bordo per consentire il distacco della cabina. Esisterebbe perciò la possibilità di una prematura o non voluta esplosione.
- L'espulsione della cabina è un sistema molto costoso e rischioso da implementare in un sistema, quale lo Shuttle, in cui non era stato previsto in fase di progettazione. Se nel progetto originario ci fosse stata subito questa richiesta, sarebbe stato più semplice realizzarla.
- Il sistema d'eiezione della cabina/capsula ha avuto scarso successo nella storia dell'aeronautica, proprio a causa della sua complessità.